# Loi organique en France
Pour les autres articles nationaux ou selon les autres juridictions, voir loi organique.
En France, une loi organique est une loi dont l'adoption est prévue par la Constitution pour préciser les modalités d’organisation et de fonctionnement des pouvoirs publics. Adoptée selon une procédure spécifique, elle est nécessairement soumise au contrôle du Conseil constitutionnel avant sa promulgation.

## Description

### Hiérarchie des normes
Une loi organique est, dans la hiérarchie des normes, placée en dessous de la Constitution mais au-dessus des lois ordinaires. La décision du Conseil constitutionnel n°60-8 DC du 11 août 1960 assimile en effet le non-respect d'une loi organique par une loi ordinaire à la violation de l'article de la Constitution qui la prévoit : « Considérant que... les dispositions de l'article 17 de la loi de finances rectificative pour 1960... ne peuvent être regardées comme conformes aux prescriptions de l'ordonnance du 2 janvier 1959 portant loi organique relative aux lois de finances et par suite à celles de l'article 34 de la Constitution qui renvoie expressément à ladite loi organique ». L'infériorité des lois organiques par rapport à la Constitution est garantie par l'examen systématique de leur conformité par le Conseil constitutionnel, alors que ce contrôle n'est pas systématique pour les autres lois.
La Constitution n'indique pas avec précision les domaines sur lesquels peuvent porter les lois organiques, qui sont simplement définies comme les « lois auxquelles la Constitution confère le caractère de lois organiques » (article 46).

### Procédure d'adoption
La Constitution donne à ces lois un mode d'adoption et de modification plus exigeant que les lois ordinaires sur quatre points (article 46 de la Constitution) :
- le texte n'est soumis à l'examen par le Parlement qu'au moins quinze jours après son dépôt ;
- l'Assemblée nationale ne peut avoir le dernier mot qu'à la majorité absolue de ses membres, alors que la majorité simple est suffisante pour les lois ordinaires ;
- l'accord du Sénat est nécessaire pour l'adoption des lois organiques qui lui sont relatives et pour celles relatives à l'application de l'article 88-3 de la Constitution (relatif au droit de vote et d'éligibilité des citoyens de l'Union européenne lors des élections municipales)[3] ;
- le contrôle de la conformité de la loi à la Constitution par le Conseil constitutionnel est obligatoire.

Dans le cas des lois organiques fixant le statut des collectivités d'outre-mer et dans celui de la loi organique mentionnée à l'article 77 de la Constitution, il doit y avoir un avis de l'assemblée délibérante de la Nouvelle-Calédonie ou de collectivité d'outre-mer concernée,.
La Constitution prévoit actuellement (depuis 2008) une trentaine de lois organiques. Plusieurs d'entre elles concernent le statut constitutionnel particulier des collectivités d'outre-mer.
Les lois organiques autorisent une rédaction « à trous » de la Constitution qui contribue à sa pérennité. En effet, lorsqu'une disposition constitutionnelle est de nature à changer avec le temps, une loi organique est ainsi prévue pour déléguer le pouvoir de la modifier au Parlement dans sa fonction de législateur organique. En un sens, une loi organique est à la Constitution ce qu'un décret d'application est à une loi.

## Liste de lois organiques
La Constitution du 4 octobre 1958 est complétée par les lois organiques suivantes :
| Article de la Constitution             | Objet | Dates des lois initiales et de la dernière modification |
| -------------------------------------- | --- | --- |
| 6 modifié le 23 juillet 2008           | Élection présidentielle | Ordonnance du 7 novembre 1958, remplacée par la loi du 6 novembre 1962, modifiée en dernier lieu par la loi organique du 25 octobre 2021, complétée par la loi organique no 76-97 du 31 janvier 1976 relative aux listes électorales consulaires et au vote des Français établis hors de France pour l'élection du Président de la république |
| 11 modifié le 23 juillet 2008          | Référendum d'initiative partagée | Loi organique du 6 décembre 2013 |
| 13 modifié le 23 juillet 2008          | Nominations aux emplois civils et militaires | Ordonnance du 28 novembre 1958 modifiée en dernier lieu par la loi organique du 8 août 2016 |
| 13 modifié le 23 juillet 2008          | Nominations aux emplois civils et militaires | Loi organique du 5 mars 2009 relative à la nomination des présidents des sociétés France Télévisions et Radio France et de la société chargée de l'audiovisuel extérieur de la France, abrogée par la loi organique du 15 novembre 2013 relative à l'indépendance de l'audiovisuel public                                                     |
| 13 modifié le 23 juillet 2008          | Nominations aux emplois civils et militaires | Loi organique du 23 juillet 2010 relative à l'application du cinquième alinéa de l'article 13 de la Constitution modifiée en dernier lieu par la loi organique du 21 mai 2024 |
| 23                                     | Remplacement des membres du gouvernement dans leurs mandats, fonctions ou emplois | Ordonnance du 17 novembre 1958 modifiée en dernier lieu par la loi organique du 11 octobre 2013 |
| 25 modifié le 23 juillet 2008          | Composition et durée des pouvoirs de l'Assemblée Nationale | Ordonnance du 7 novembre 1958, codifiée dans le code électoral |
| 25 modifié le 23 juillet 2008          | Composition du Sénat et durée du mandat des sénateurs | Ordonnance du 15 novembre 1958, codifiée dans le code électoral |
| 25 modifié le 23 juillet 2008          | Indemnité des membres du Parlement | Ordonnance du 13 décembre 1958 modifiée en dernier lieu par la loi du 20 novembre 2023 |
| 27                                     | Autorisation des parlementaires à déléguer leur droit de vote | Ordonnance du 7 novembre 1958 modifiée en dernier lieu par la loi organique du 23 juillet 2010 |
| 34 et 47                               | Loi organique relative aux lois de finances | Ordonnance du 2 janvier 1959, remplacée par la loi organique du 1er août 2001, modifiée en dernier lieu par la loi organique du 28 décembre 2021 |
| 34 et 47-1 modifiés le 23 juillet 2008 | Loi organique relative aux lois de financement de la sécurité sociale | Loi organique du 22 juillet 1996, codifiée dans le code de la sécurité sociale |
| 34-1 créé le 23 juillet 2008           | Vote des résolutions par les assemblées | Loi organique du 15 avril 2009 modifiée en dernier lieu par la loi organique du 28 juin 2010 |
| 39 modifié le 23 juillet 2008          | Présentation des projets de loi déposés devant l'Assemblée nationale ou le Sénat | Loi organique du 15 avril 2009 modifiée en dernier lieu par la loi organique du 28 juin 2010 |
| 44 modifié le 23 juillet 2008          | Droit d'amendement | Loi organique du 15 avril 2009 modifiée en dernier lieu par la loi organique du 28 juin 2010 |
| 57 et 63                               | Conseil constitutionnel | Ordonnance du 7 novembre 1958 modifiée en dernier lieu par la loi organique du 6 décembre 2013 |
| 61-1 modifié le 23 juillet 2008        | Question prioritaire de constitutionnalité | Loi organique du 10 décembre 2009 |
| 64                                     | Statut de la magistrature | Ordonnance du 22 décembre 1958 modifiée en dernier lieu par la loi organique du 20 novembre 2023 relative à l'ouverture, à la modernisation et à la responsabilité du corps judiciaire |
| 65 modifié le 23 juillet 2008          | Conseil supérieur de la magistrature | Ordonnance du 22 décembre 1958, remplacée par la loi organique du 5 février 1994, modifiée en dernier lieu par la loi organique du 20 novembre 2023 |
| 67 et 68 dans leur version initiale    | Haute Cour de justice | Ordonnance du 2 janvier 1959, abrogée |
| 67 et 68 modifiés le 23 février 2007   | Haute Cour | Loi organique du 24 novembre 2014 |
| 68-2 créé le 27 juillet 1993           | Cour de justice de la République | Loi organique du 23 novembre 1993, modifiée en dernier lieu par la loi organique du 5 mars 2007 |
| 69 et 71 modifiés le 23 juillet 2008   | Conseil économique, social et environnemental | Ordonnance du 29 décembre 1958, modifiée en dernier lieu par la loi organique du 15 janvier 2021 |
| 71-1 créé le 23 juillet 2008           | Défenseur des droits | Loi organique du 29 mars 2011, modifiée en dernier lieu par la loi organique du 21 mars 2022 |
| 72 modifié le 28 mars 2003             | Expérimentation par les collectivités territoriales | Loi organique du 1er août 2003, codifiée dans le Code général des collectivités territoriales |
| 72-1 modifié le 28 mars 2003           | Référendum local | Loi organique du 1er août 2003, codifiée dans le Code général des collectivités territoriales |
| 72-2 modifié le 28 mars 2003           | Autonomie financière des collectivités territoriales | Loi organique du 29 juillet 2004, codifiée dans le Code général des collectivités territoriales |
| 72-4 modifié le 28 mars 2003           | Changement de régime des collectivités d'outre-mer | Loi organique du 21 février 2007, codifiée dans le Code général des collectivités territoriales |
| 73 modifié le 23 juillet 2008          | Adaptations des lois et règlements outre-mer | Loi organique du 21 février 2007, codifiée dans le Code général des collectivités territoriales |
| 74 modifié le 28 mars 2003             | Statut des collectivités d'outre-mer | Nombreuses lois organiques relatives à l'outre-mer, notamment la loi organique du 27 février 2004 pour la Polynésie française et la loi organique du 21 février 2007 pour Mayotte, Saint-Martin, Saint-Barthélemy et Saint-Pierre-et-Miquelon.                                                                                                |
| 77 modifié le 23 février 2007          | Accord de Nouméa | Loi organique du 19 mars 1999, modifiée en dernier lieu par la loi organique du 25 octobre 2021 |
| 88-3 modifié le 27 juillet 1993        | Loi organique relative à l'exercice par les citoyens de l'Union européenne résidant en France, autres que les ressortissants français, du droit de vote et d'éligibilité aux élections municipales | Loi organique du 25 mai 1998, modifiée en dernier lieu par la loi organique du 11 juillet 2001 |

### Sites internet
- « Recueil des textes relatifs aux Pouvoirs publics : Lois organiques prises en vertu de la Constitution », sur www.senat.fr